# 胡安·德富卡省立公园
胡安·德富卡省立公园（Juan de Fuca Provincial Park）是位于加拿大不列颠哥伦比亚省温哥华岛西海岸的一个省级公园。该公园于1996年4月4日由之前的三个公园合并而成。